# چارلی کرافت
چارلی کرافت (انگلیسی: Charlie Croft؛ 26 November 1918 – ۲۰۰۶ (۸۷−۸۸ سال)) بازیکن فوتبال بود.
از باشگاه‌هایی که در آن بازی کرده‌است می‌توان به باشگاه فوتبال هادرزفیلد تاون اشاره کرد.